# Divisioni censuarie dell'Ontario
La provincia canadese dell'Ontario è suddivisa in 3 tipi di divisioni censuarie di Statistics Canada: municipalità di livello singolo, municipalità di alto livello (che possono essere municipalità regionali o contee) e distretti. Differiscono per i servizi forniti ai residenti.
Dati al 2011 di Statistics Canada.

## Divisioni
La seguente mappa mostra le divisioni censuarie dell'Ontario, ad eccezione di Haldimand-Norfolk che viene visualizzato nelle contee separate di Haldimand e Norfolk.
I dati della popolazione è del censimento del 2011 della Agenzia canadese di statistica.
|  | 1. Algoma (pop. 115.870) 2. Brant (pop. 136.035) 3. Bruce (pop. 66.102) 4. Chatham-Kent (pop. 103.671) 5. Cochrane (pop. 81.122) 6. Dufferin (pop. 56.881) 7. Durham (pop. 608.124) 8. Elgin (pop. 87.461) 9. Essex (pop. 388.782) 10. Frontenac (pop. 149.738) 11. Greater Sudbury (pop. 160.274) 12. Grey (pop. 92.568) 13. Haldimand (pop. 44.876) 14. Haliburton (pop. 17.026) 15. Halton (pop. 501.669) 16. Hamilton (pop. 519.949) 17. Hastings (pop. 134.934) 18. Huron (pop. 59.100) 19. Kawartha Lakes (pop. 73.214) 20. Kenora (pop. 57.607) 21. Lambton (pop. 126.199) 22. Lanark (pop. 65.667) 23. Leeds e Grenville (pop. 99.306) 24. Lennox e Addington (pop. 41.824) 25. Manitoulin (pop. 13.048) | 26. Middlesex (pop. 439.151) 27. Muskoka (pop. 58.047) 28. Niagara (pop. 431.346) 29. Nipissing (pop. 84.736) 30. Norfolk (pop. 63.175) 31. Northumberland (pop. 82.126) 32. Ottawa (pop. 883.391) 33. Oxford (pop. 105.719) 34. Parry Sound (pop. 42.162) 35. Peel (pop. 1.296.814) 36. Perth (pop. 75.112) 37. Peterborough (pop. 134.933) 38. Prescott e Russell (pop. 85.381) 39. Prince Edward (pop. 25.258) 40. Rainy River (pop. 20.370) 41. Renfrew (pop. 101.326) 42. Simcoe (pop. 446.063) 43. Stormont, Dundas e Glengarry (pop. 111.164) 44. Sudbury (pop. 21.196) 45. Thunder Bay (pop. 146.057) 46. Timiskaming (pop. 32.634) 47. Toronto (pop. 2.615.060) 48. Waterloo (pop. 507.096) 49. Wellington (pop. 208.360) 50. York (pop. 1.032.524) |